# Атанас Попгьоргев
Атанас Попгеоргиев (изписване до 1945 година: Атанасъ попъ Гьоревъ) е български духовник, просветен деец и революционер от Македония.

## Биография
Атанас Попгьорев е роден на 18 март 1858 година в мехомийското село Елешница, в семейството на поп Геогрги. Той е най-дълго служилия свещеник в Елешница. Свещеник Атанас Попгеоргиев е син на поп Георги, който е убит от турците в 1881 година, внук на поп Аврам и правнук на поп Митре. Един от неговите синове също става свещеник. Участва в Кресненско-Разложкото въстание (1878 - 1879) и е в четата, която освобождава Банско.
След разгрома на въстанието продължава да се занимава с революционна дейност. В 1903 година по време на Илинденско-Преображенското въстание е в местната чета.
Умира в 1945 година в родното си село. Баща е на българския военен и революционер Константин Попатанасов.